# Giuseppe Di Martino
Giuseppe Di Martino (* 18. März 1921 in Pescara; † 27. Juli 1994 in Neapel) war ein italienischer Theaterschaffender und Filmregisseur.

## Leben
Di Martino arbeitete lange Jahre mit Guido Salvini zusammen; sowohl bei dessen Theaterinszenierungen, oftmals für die Bühne in Catania, bei dessen wenigen Filmen fungierte er als Assistent und Drehbuchautor.
Als eigenständiger Regisseur verzeichnet Di Martino einige Fernseharbeiten in den 1960er Jahren sowie zwischen 1949 und 1953 drei Kinoinszenierungen von mildem Interesse, die er unter dem Namen „G.D. Martin“ auch schrieb.
Di Martinos Hauptwerk liegt jedoch in seinen zahlreichen Theaterinszenierungen, die er, nach Arbeiten 1962 in Syrakus (nach Euripides) weiter für das Teatro Stabile di Catania in den 1980er und 1990er Jahren, oder das „Teatro Sannazaro“ in Neapel. vorlegte.

## Filmografie (Auswahl)
- 1949: Femmina incatenata
- 1950: Amore di Norma
- 1953: La sultana Safiyé (italienische Version)